# Barrage de Bonneville
Le barrage de Bonneville est un barrage sur le fleuve Columbia, entre les États américains de l'Oregon et de Washington.

## Galerie d'images

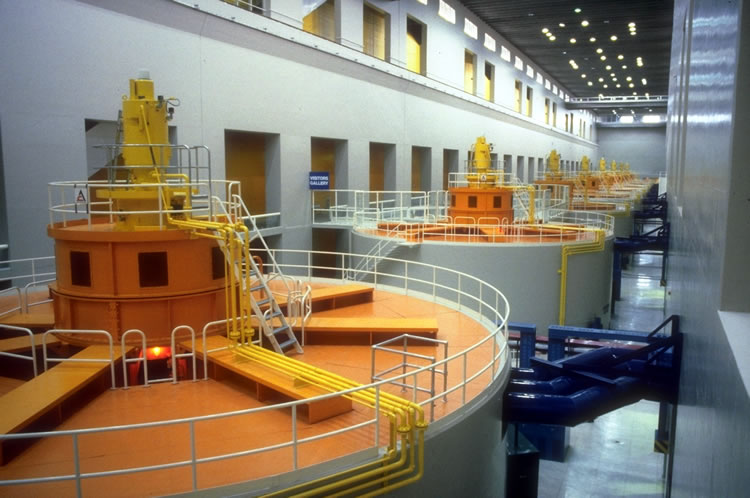
Générateurs dans la seconde centrale hydroélectrique
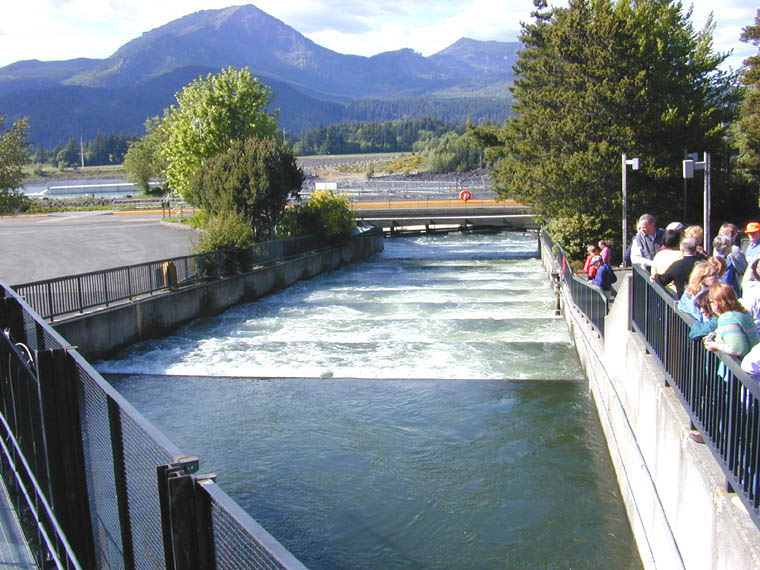
Échelle à poisson au barrage de Bonneville
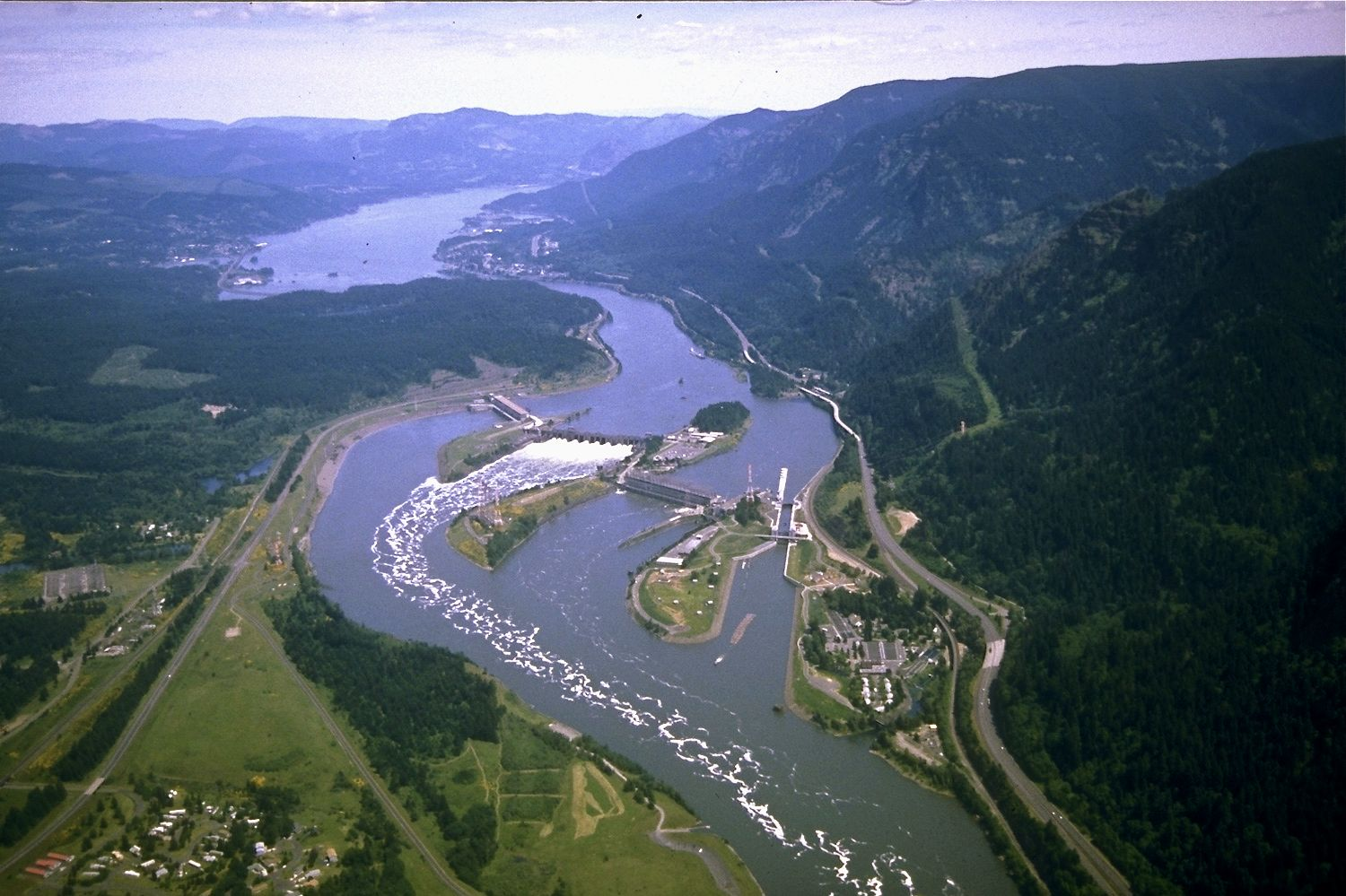
Vue aérienne du barrage de Bonneville et du lac de Bonneville